# グスタヴァス・ハミルトン (政治家)
グスタヴァス・ハミルトン閣下（英語: Hon. Gustavus Hamilton、1685年から1687年頃 – 1735年2月26日）は、アイルランド王国の政治家。

## 生涯
グスタヴァス・ハミルトン（後の初代ボイン子爵）とエリザベス・ブルック（Elizabeth Brooke、1721年12月28日没、サー・ヘンリー・ブルックの娘）の次男として、1680年代に生まれた。
1716年、ドニゴール・カウンティ選挙区でアイルランド庶民院議員に当選、1735年まで務めた。
1717年1月、ドロシア・ベリュー（Dorothea Bellew、1696年 – ?、第3代ベリュー男爵リチャード・ベリューの娘）と結婚した。
- フレデリック（1718年 – 1772年） - 第3代ボイン子爵
- リチャード（1724年 – 1789年） - 第4代ボイン子爵
- キャサリン（Catherine） - 1744年、詩人エドワード・ロヴィボンド（Edward Lovibond、1775年9月27日没）と結婚、子供あり

1735年2月26日に死去した。